# Кондор D.I
Кондор D.I је немачки ловачки авион. Први лет авиона је извршен 1918. године. 

Размах крила је био 7,60 метара а дужина 4,85 метара. Маса празног авиона је износила 388 килограма а нормална полетна маса 568 килограма. Био је наоружан са два синхронизована митраљеза ЛМГ 08/15 Шпандау (LMG 08/15 Spandau) калибра 7,92 mm.

## Наоружање
| Наоружање авиона: Кондор       |      |
| Ватрено (стрељачко) наоружање  |      |
| Топ                            |      |
| Митраљез                       |      |
| Број и ознака митраљеза        | 2    |
| Калибар                        | 7,92 |
| Бомбардерско наоружање (бомбе) |      |
| Ракетно наоружање (ракете)     |      |